# Andrușkî, Popilnea
Andrușkî (în ucraineană Андрушки) este o comună în raionul Popilnea, regiunea Jîtomîr, Ucraina, formată numai din satul de reședință.

## Demografie
Componența lingvistică a comunei Andrușkî
     Ucraineană (96,9%)
     Rusă (2,97%)
     Alte limbi (0,14%)
Conform recensământului din 2001, majoritatea populației comunei Andrușkî era vorbitoare de ucraineană (96,9%), existând în minoritate și vorbitori de rusă (2,97%).